# 法兰·泽布
约瑟夫·法兰·泽布（英語：Joseph Farran Zerbe，1871年4月16日—1949年12月25日）通称法兰·泽布，是1908至1909年执掌美国钱币协会的美国钱币收藏家和经销商，还在圣路易斯（1904年）、波特兰（1905年）、旧金山世博会（1915年）担任首席钱币学家，负责销售政府硬币。
泽布生于宾夕法尼亚州布萊爾縣蒂龙，儿时就对硬币感兴趣。20岁时他在蒂龙经营街角小店，手上还有其他生意，1900年加入美国钱币协会后靠硬币安身立命。泽布累积大量钱币收藏品，1907年开始在美国各地集会、地方银行展出。他以高价销售美國鑄幣局为世博会发行的纪念币，世博会结束后往往贬值严重，钱币学同行批以奸商。
泽布在美国钱币协会迅速崛起，1904年当选第一副主席，1907年升主席。他当上主席后行事颇具争议，1908年从创刊人遗孀手中买下协会私营杂志《钱币学家》，许多人以为他是代表协会交易。派系斗争接踵而至，泽布笑到最后，钦定接班人当选。他继续在银行展示收藏品，直到1928年售予大通国家银行，此后在该行策展直到1939年退休。1969年泽布获追封进入钱币名人堂，美国钱币协会的最高荣誉法兰·泽布纪念奖每年颁发，但2021年颁奖后理事会经表决把奖改名杰出服务奖。此外，泽布还于1915年在旧金山创办太平洋海岸钱币学会。

## 早年经历

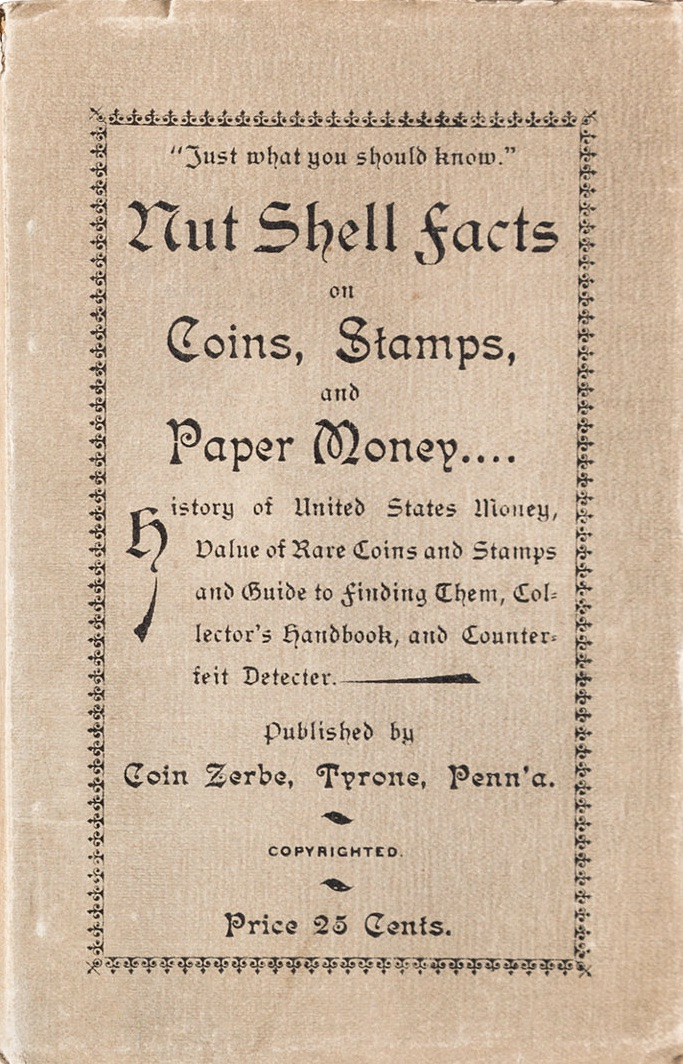
泽布1899年发行宣传册《硬币、邮票、纸币事实真相》

约瑟夫·法兰·泽布1871年4月16日生于宾夕法尼亚州布萊爾縣蒂龙，父亲詹姆斯·艾伯特·泽布是快递公司信使，母亲布里吉特·玛丽娘家姓麦卡沃伊，婚后改随夫姓。泽布氏家境宽裕，约瑟夫就读公立學校，很小就决定不使用“约瑟夫”一名，具体原因不明。
泽布1880至1889年为《蒂龙每日先驱报》当报童。据晚年自述和众多文献记载，他在11岁那年开始对硬币感兴趣，当时客户用半法郎银币付款，后来银行不收。钱币学家约翰·卢皮亚三世认为上述说法是为吸引观众编造，泽布1903年自称九岁便开始收藏硬币的说法更可信。
泽布1889年已在蒂龙经营街角商店，以“泽布时代公司”之名销售种类繁多的商品。他在蒂龙涉足各种业务，1889至1890年经营同名新闻社，同时在正主有事时充当地方报纸编辑。他还另行经营店铺，出售邮票收藏品。1899年他以“硬币·泽布”之名出版宣传册《硬币、邮票、纸币事实真相》，售价25美分。

## 世博会钱币学家

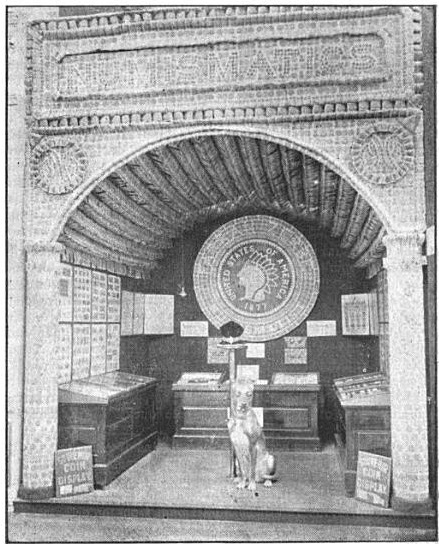
泽布在1905年波特兰博览会的展位

泽布1900年7月加入美国钱币协会，会员编号197。据钱币学家多德森所述：“泽布对钱币学知识的探索欲和热忱很快引起注意”，四年后就当选协会官员。1900年9月泽布宣告破产，估计代表他不再经营蒂龙的街角商店。此后他便以收藏品、特别是硬币安身立命。泽布勤于写作，1902年首次在钱币协会杂志《钱币学家》刊文讨论罕见美国金币，此后一发不可收拾，到1945年共在该杂志刊登上百篇文章。
泽布20世纪初就开始办“世界钱币”巡回展。钱币学作家大卫·亚历山大称泽布“精力充沛，自卖自夸，整体表现与其视作杰出钱币学家，不如说是混迹嘉年华会的骗子”。部分收藏家借给他的展品有去无回，但知者寥寥，泽布依然在钱币学界迅速崛起。
西奥多·罗斯福总统1902年签署法案，授权美國鑄幣局铸造25万枚一美元金币付给1904年圣路易斯路易斯安那购地博览会组织方，充当联邦政府对世博会的补贴。新法语焉不详，金币可有多种设计，泽布等人便如此主张，宣称有助销售。他提出的博览会展出面值一亿美元巨型金币等建议未获采纳，更坐实奸商之名。经颇具影响的钱币收藏爱好者推荐，泽布当上本届世博会首席钱币学家，负责出售联邦政府提供的硬币和纪念章，其中包括两种路易斯安那购地博览会金币。美国早期纪念币不经政府直接销售，而是国会法案授权组织或个人以面额从铸币局买断，自行决定是否加价向公众销售。

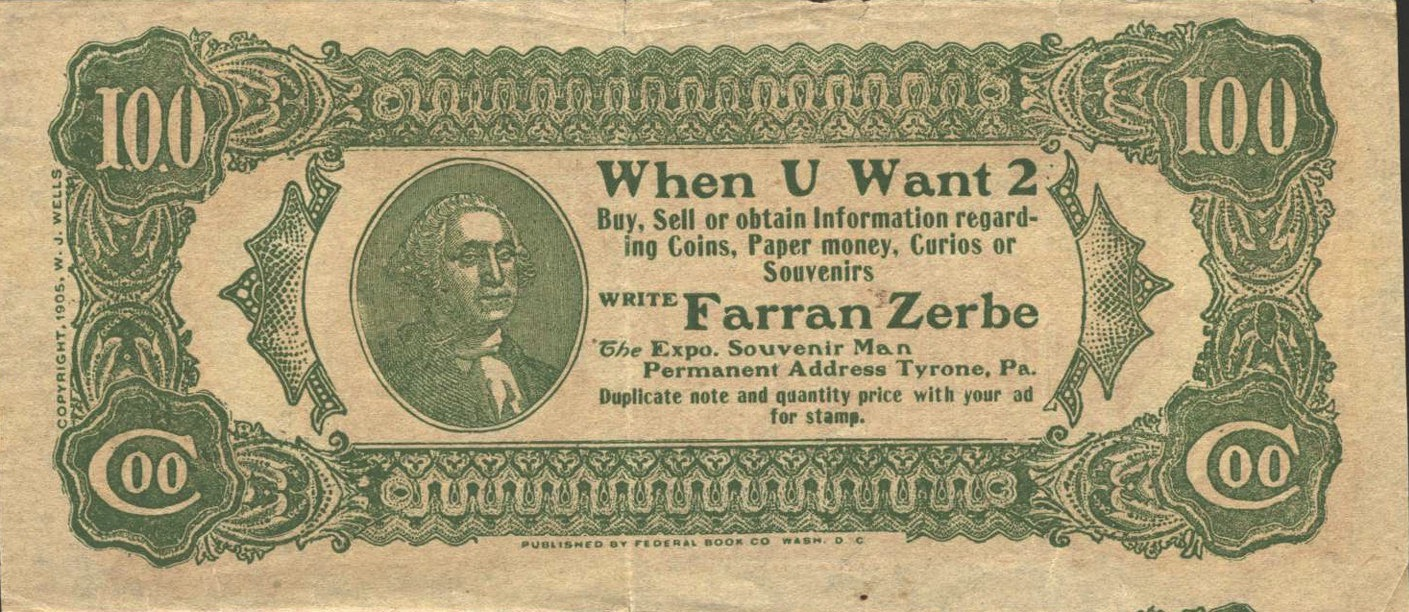
1905年法兰·泽布的仿纸币广告，人物介绍“博览会纪念品商”

泽布一边在世博会展出自有硬币，一边推销纪念金币。面值一美元的金币要价三美元，他宣称常规发行的1美元金币就有溢价，如此定价很合理，硬币还同勺子、珠宝等物品搭配出售。泽布以匿名和本名双重身份向《钱币学家》投稿，企图激起收藏爱好者对纪念金币的兴趣。事与愿违，售出的金币很少，看穿把戏的钱币收藏家鄙视他蓄意误导，败坏钱币学界名声。25万枚金币仅售出3.5万，其中相当部分是在博览会闭幕后以略高于面值的价格卖给德克萨斯钱币经销商麦克斯·梅尔。泽布本人买下的更多，此后多年一直在他的“世界钱币”展销售。据昆汀·戴维·鲍尔斯记载，路易斯安那购地博览会金币在二级市场售价持续下跌，从三美元甚至跌到不足两美元，信誓旦旦向买家承诺价格保护的泽布可谓名誉扫地。
1904年美国钱币协会在圣路易斯世博会场地召开大会，泽布当选第一副主席，显然上述争议影响有限，1961年发表的泽布主题文章认为他是靠会上演说口才当选。除忙于世博会或钱币协会事物外，泽布马不停蹄地拜访收藏家、开展研究，他1905年在《钱币学家》发文称新成立的丹佛铸币局准备投产，新奥尔良铸币局暂时不会生产硬币。
泽布有圣路易斯世博会官员推荐信傍身，1905年俄勒冈州波特兰举办刘易斯和克拉克博览会时又当上首席钱币学家。国会1904年授权为该博览会发行纪念金币，泽布负责营销。他吸取上一年的教训为硬币定下两美元单价，十美元可买六枚，硬币标称年份有1904和1905两种，泽布为鼓动抢购热潮谎称1904版即将售罄并提价至2.5美元。此举收效甚微，总计约六万枚一美元面额金币最后有三分之二退回铸币局熔毁。他在波特兰世博会上还销售铸币局生产的纪念章，展会期间他净赚约1.6万美元。

## 美国钱币协会主席
波特兰世博会收工后，泽布1906年4月1日登上开往旧金山的沿海汽轮。他研究钱币、拜访收藏家，了解加利福尼亞淘金潮期间是否存在私发金币等信息，18日遭遇旧金山大地震，所幸没有受伤，仅公寓家具走位，石膏等物品掉落。泽布帮助地震灾民，用十天收集数据和照片准备将地震经历著书（但始终没有出版），再前往洛杉矶继续研究。同年十月他受邀赶赴哥伦布，在俄亥俄钱币学会首届大会演讲。1907年泽布在弗吉尼亚州诺福克詹姆斯敦博览会参展，提议为活动发行两美元银币未果。
泽布1907年起与银行达成协议，在网点大厅展示他的收藏品并持续20年。如此安排互惠互利，银行可增加存款，泽布不但拿到银行支付的报酬，还能买到公众带来的旧硬币。泽布在现场讲座，提供印刷银行名称的硬币宣传册，刊有银行方面撰写的宣传文章。泽布说服银行官员确信，这些展品相当于更高贵的广告。
纽约钱币学者阿尔伯特·弗雷在1904年圣路易斯博览会当选美国钱币协会主席，三年后他决定不竞选连任，第一副主席泽布在哥伦布举办的大会上当选主席，1908年1月生效，亨利·巴克任第一副主席。泽布立誓增加会员人数和声望，宣称要把此时不到五百人的协会提升到三千人。但他远远没有达成目标，担任主席两年期间共364人加入协会，其中许多是他拉来。
1908年6月16日，美国钱币协会创始人、《钱币学家》业主乔治·希思博士突然去世，泽布匆忙赶到希思在密歇根州门罗的家，找到的文件杂乱无章，没有待发表的文章。他从死者遗孀手中买下《钱币学家》并亲自出版。身为主席和杂志业主，美国钱币协会几乎全由泽布控制，外界批评他应以协会而非私人名义买断杂志。同年泽布在费城举办的年会上连任，约翰·亨德森为第一副主席，他推动会员同意提升会费改善《钱币学家》，把出版地从门罗迁至费城并请来三名助理编辑。1909年，罗斯福总统任命泽布进入化验委员会，机构委员由政府官员和公众代表组成，每年重新任命，负责检验铸币局生产的贵金属硬币是否达到法定标准。

泽布此时在钱币学界已有纽约钱币经销商托马斯·埃尔德为首的敌对派系，把他视为江湖骗子，发布讽刺奖章批评他靠路易斯安那博览会金币牟取暴利。派系斗争在蒙特利尔举办的1909年美国钱币学会年会达到高潮，未竞选连任的泽布支持亨德森，埃尔德派系主张来自纽约的弗兰克·希金斯继任。泽布利用《钱币学家》影响选举，拒绝刊登对希金斯或埃尔德有利的内容，字里行间贬低二人。鲍尔斯对此表示：
具体情况尚不明朗，但显然为拿下1909年选举，泽布大力发展对硬币毫无兴趣的新会员，目的就是让他们投票支持亨德森。他在蒙特利尔举办的年会上为钦定候选人亨德森准备四百台投票机器，支持弗兰克·希金斯的只有几十票。希金斯勇敢地认输并建议大会一致推举亨德森，事实也的确如此。
泽布靠棋子亨德森继续控制协会，也不放松针对埃尔德的新闻禁令，后者自行出版刊物。1909年末卸任主席后，泽布无意继续维持基本不能获利的《钱币学家》，1911年将杂志转让蒙特利尔收藏家威廉·沃尔特·库特哈德·威尔逊，后者把杂志捐给协会。泽布显然大赚一笔，协会档案文件称他拿到的钱“位数很多”。

## 1915年巴拿马万国博览会

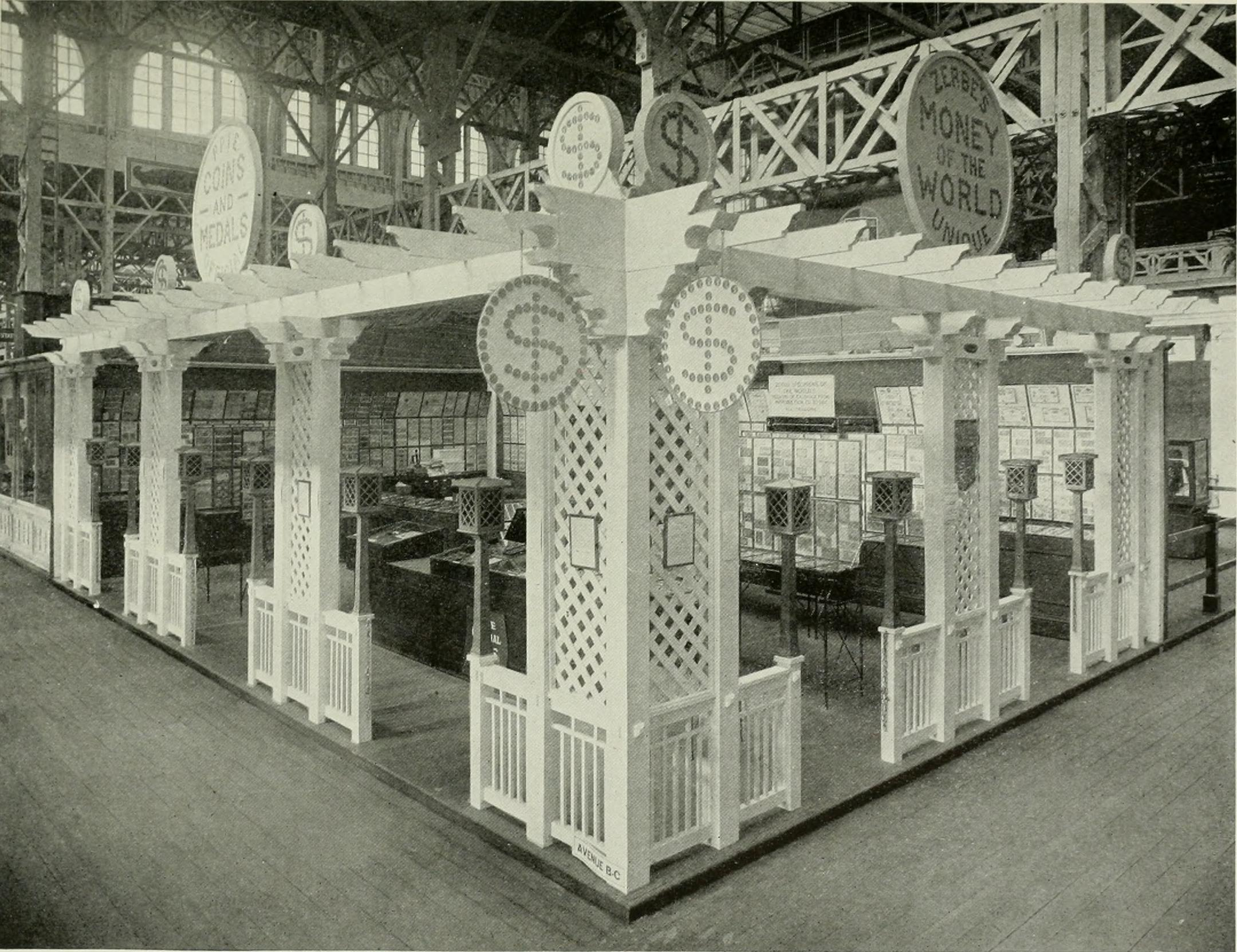
泽布在巴拿马万国博览会的展位

巴拿马万国博览会1915年在旧金山举行，庆祝巴拿马运河通航和经历1906年惨烈大地震与火灾的旧金山重生。泽布受命负责博览会钱币部，总揽美国铸币局为展会发行的硬币和纪念章销售。国会同年一月授权五种硬币，其中还有圆形与八角形两种50美元面额。泽布在博览会办“世界钱币”展，从2月博览会开幕到12月闭幕几乎每天都在现场。《钱币学家》发文估计博览会1800万游客约有三分之一看过泽布的展位，其中约50万听过他介绍儿时收到的半法郎硬币，自称在其影响下迷上硬币收藏。
泽布的世界钱币展原本只有一种纪念章由政府发行，是用铸币局在博览会展出的硬币压制机生产，美国铸印局制作的模具也在现场。纪念章销售疲软，泽布最早是在1915年5月8日才有硬币出售。硬币销量不佳，游客有大量纪念章、淘宝热时期先锋金币复制品、其他供应商的各种产品可供选择，不相信泽布手中确属政府正式产品。财政部官员同意他在铸币局展位销售，这里除出售小面额硬币外还接受50美元金币订单。不过，泽布很快就不再销售金币，与财政部代表间的冲突一直持续到博览会闭幕。每种面额硬币的授权发行量都已铸完，12月4日博览会结果后泽布靠邮购继续销售，但进入1916年后销量下跌。他以面额买下部分库存，其他退回铸币局熔毁。
1915年6月15日，泽布在旧金山铸币局举办的仪式上见证首批八角形50美元金币诞生，并亲自用压制机压出第19枚。1918年他在《钱币学家》发文声称50美元金币设计图案不够美观，圆形和八角形金币应采用不同设计。但考虑到设计图案必须尽快交付生产，泽布认为这不是设计师罗伯特·艾特肯的责任。泽布同年在旧金山创办太平洋海岸钱币学会，是美国西部最古老的钱币学组织，以培养强盛的研究与文学出版传统自居。

## 晚年、谢世、评价

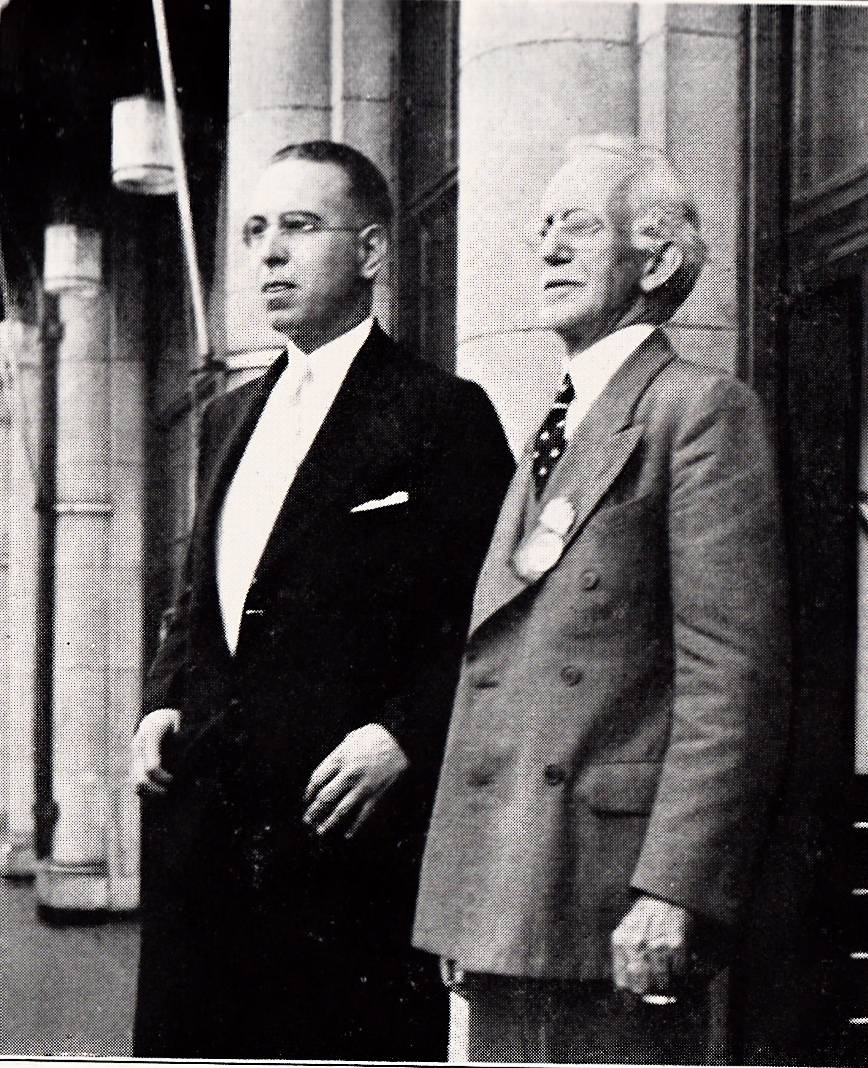
大通曼哈顿钱币博物馆首任与第二任馆长泽布（右）和维隆·布朗，摄于1939年左右

旧金山博览会闭幕，泽布继续在各地办世界钱币展。1939年他出版科罗拉多州私铸银币“莱舍公投银元”的权威目录，麦克斯·梅尔对此颇感钦佩，未经许可便重印目录，两人后达成友好协议。1926年《钱币学家》发行特刊，刊登泽布创作的“布莱恩钱币”详细目录，囊括为纪念或讽刺1896年威廉·詹宁斯·布莱恩竞选美国总统所发钱币。他继续在《钱币学家》等刊物发表文章，1923年经沃伦·盖玛利尔·哈定总统任命再度进入化验委员会。
1920年8月25日，美国钱币协会在芝加哥召开年会，主席沃尔多·摩尔请董事长莫里茨·沃姆瑟宣读泽布来信。信中建议发行流通型纪念银元展示美国对和平的渴望：“身为民主典范，我们……是推动人们赢得无数战斗的强大道德力量，他们最后都用实际行动证明自己能推翻暴政”。呼声引来众多响应，和平银元1921年问世。
1928至1929年，泽布任美国钱币协会理事会主席。1928年他把收藏品和图书馆卖给两年前办过世界钱币展的大通国家银行，次年该行开办钱币博物馆，请泽布当首任馆长。根据协议，他有权增加或将藏品借出参展。他担任馆长直到1939年退休，此后任名誉馆长。大通曼哈顿银行钱币博物馆继续开办至1977年，后大部分藏品捐赠史密森尼学会国家钱币收藏。

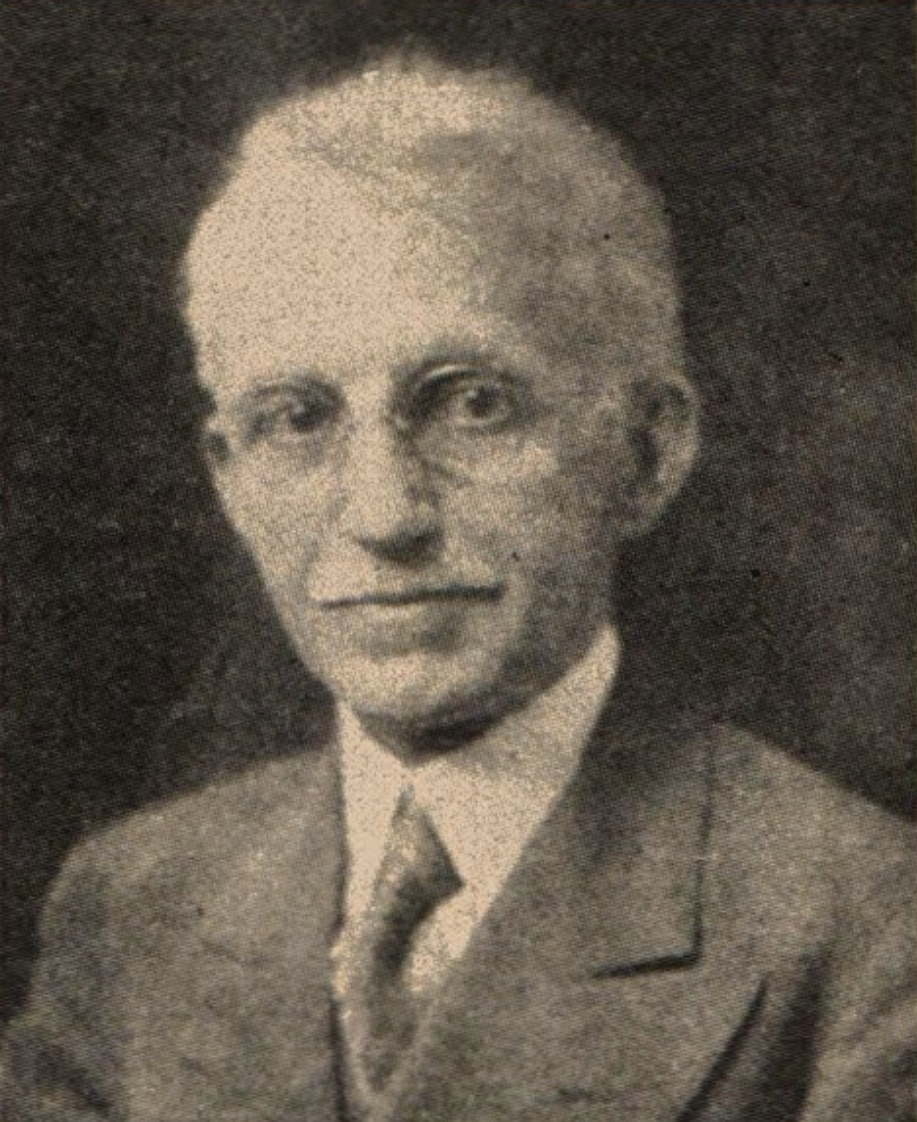
20世纪40年代的泽布

泽布在20世纪10年代与贝西·加纳·诺克斯成婚并离婚，1932年再娶朱莉娅·格特鲁德·马奥尼。钱币学界一直对他非常敬重，太平洋海岸钱币学会1931年打造特制奖章纪念创始人泽布，大通银行次年以特别午餐会纪念他长达50年的钱币收藏生涯。1944年美国钱币协会授予他终身名誉会员头衔，次年他当上协会历史学家直到去世。
1949年12月25日，与病魔搏斗两个多月的泽布与世长辞，留下的亲人只有两兄弟和夫人朱莉娅。美国钱币协会1951年将一年一度的协会最高奖更名法兰·泽布纪念奖，旨在奖励“持续多年对钱币学贡献巨大”的会员。但因近20名得主要求，2021年颁奖后理事会经表决把奖改名杰出服务奖。新闻稿申明的原因包括销售1904年路易斯安那购地博览会金币时泽布夸大其辞、买断《钱币学家》的不当行径、1909年不正当干涉协会主席选举。
泽布1969年入选钱币名人堂，亚历山大认为“只要美国钱币协会存在，法兰·泽布就能永生”。卢皮亚指出，身为狡猾商家和钱币爱好者，泽布在吸引人们走进钱币世界上堪称天才，不单是对他的表演感兴趣，更是真心爱上钱币。鲍尔斯表示，泽布的缺点是否足以掩盖光芒、1908至1909年的轻率行径应该占多大份量都是值得争论的问题。多德森称赞泽布虽然没念多少书，但在基层宣传钱币学方面成就远超众多学者总和。泽布去世后继任美国钱币协会历史学家的杰克·奥格利维认为，美国钱币协会能够兴旺，泽布的贡献仅次于创始人希思，称他是“为钱币学普及贡献巨大的先锋，突出成就为他赢得名符其实的头衔：‘美国钱币学院长’”。

## 脚注
1. 1 2 3 4 5 6 7 8 9 10 11 12  Lupia.
2. 1 2 3 4 5 6 7 8 9 10 11 12 13 14  Alexander 2016.
3. 1 2 3 4  Dodson 1969，第1196頁.
4. ↑  Turrill 1921，第379–380頁.
5. 1 2 3 4  Oglivie 1961，第1175頁.
6. ↑  Oglivie 1961，第1174頁.
7. 1 2  Alexander 2017.
8. ↑  Bowers 1992，第599頁.
9. ↑  Bowers 1992，第62–63頁.
10. ↑  Bowers 1992，第603頁.
11. ↑  Bowers 1992，第602–603頁.
12. ↑  Bowers 1992，第604–605頁.
13. 1 2  Oglivie 1961，第1176頁.
14. ↑  Smith 1998，第941頁.
15. ↑  Hunt & Wells 2004，第42–43頁.
16. 1 2  Smith 1998，第898頁.
17. ↑  Dodson 1969，第1197頁.
18. 1 2  Dodson 1969，第1197–1198頁.
19. 1 2  Smith 1998，第899頁.
20. 1 2  Brand 1958，第545頁.
21. ↑  Dodson 1969，第1201–1203頁.
22. 1 2 3  Dodson 1969，第1203–1204頁.
23. ↑  Dodson 1969，第1201頁.
24. ↑  Zerbe 1908，第13頁.
25. ↑  Bowers 1990，第941頁.
26. 1 2  Dodson 1969，第1203頁.
27. 1 2 3 4  Bowers 1990，第942頁.
28. ↑  Williamette Coin Club.
29. ↑  Swiatek 2012，第83頁.
30. ↑  Burdette 2007，第300–310頁.
31. ↑  About PCNS.
32. ↑  1920 ANA proceedings，第442–444頁.
33. 1 2 3 4  Oglivie 1961，第1178頁.
34. ↑  Dodson 1969，第1204頁.
35. ↑  Chase Manhattan Money Museum.
36. ↑  Distinguished Service Award.
37. ↑  New Name for ANA Accolade.
38. ↑  Dodson 1969，第1206頁.
39. ↑  Oglivie 1950，第351頁.